# Noria Monumental

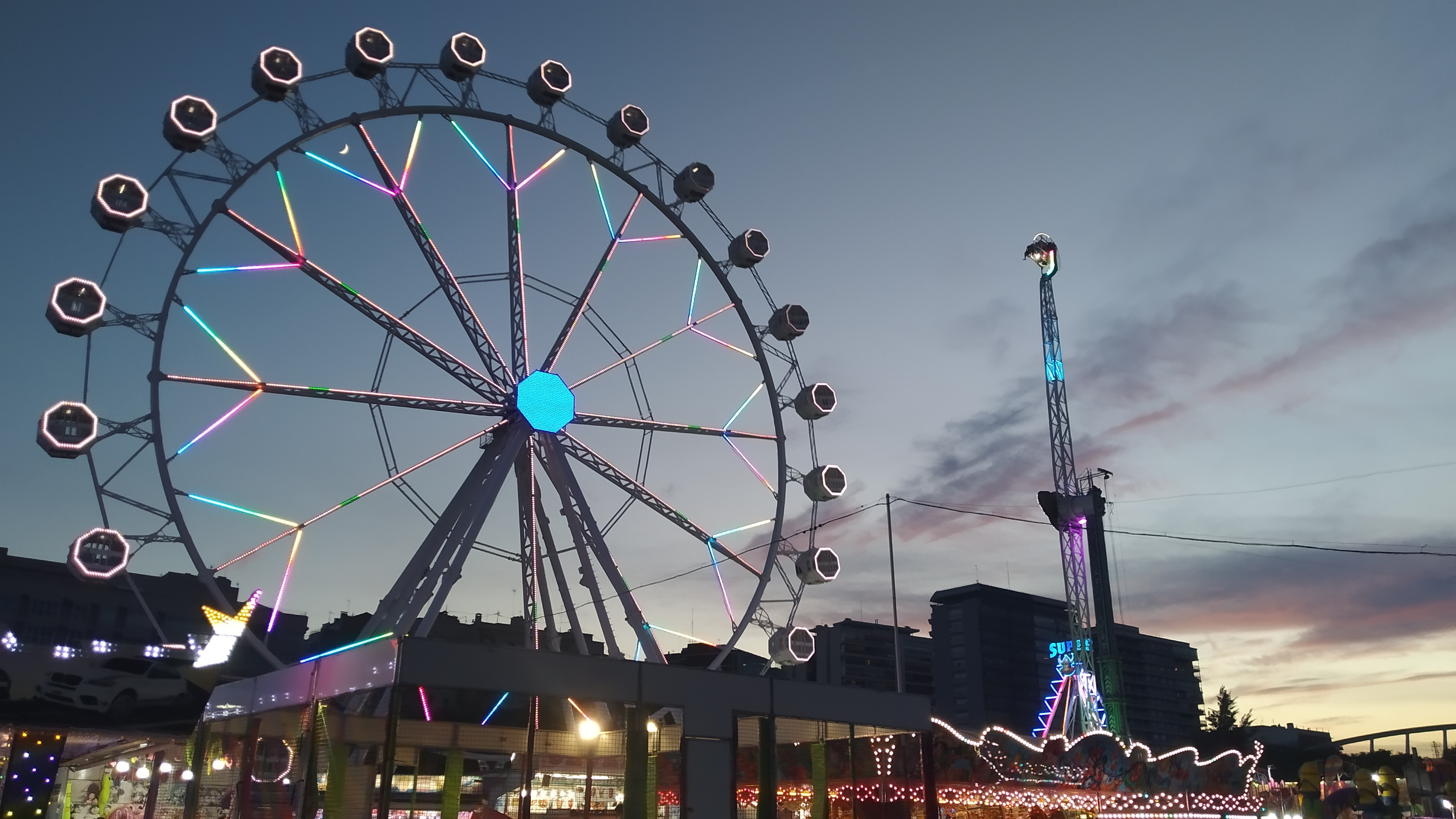
Noria Monumental en la Feria de Julio de Valencia 2021

La Noria Monumental es una noria fabricada en 2000 por la empresa española Robles Bouso (Madrid), propiedad de Atracciones Buendía. Sus actuales dueños son José María Buendía y Esther Rodríguez. La noria es desmontable y deambula por ferias y eventos de principalmente Cataluña. Su altura es de 65 metros, tiene 24 cabinas con aire acondicionado, con capacidad máxima de 10 personas, una de ellas accesible para Personas de Movilidad Reducida. 
La noria se transporta en varios camiones. 
Está pintada de blanco, los cristales son unos de color naranja y otros transparentes. Por la noche, la atracción se puede iluminar con juegos de luces LED incluidos en el exterior de las cabinas, en los radios y en una pantalla octogonal central controlada con Arduino capaz de mostrar dibujos, letreros y otras animaciones. 
Fue reformada en 2012 y cambiada por completo de color, antes de la reforma medía 60 metros y tenía 42 cabinas, todas para una capacidad máxima de 4 personas y ninguna accesible para Personas de Movilidad Reducida. La reforma del año 2012 incluyó cristales naranjas, de los cuales una parte posteriormente fueron sustituidos por transparentes. En 2019, se le añadió un módulo de LEDs de forma octogonal en el centro que puede proyectar distintas animaciones mediante programación.